# Coral Anthelia
Coral Anthelia — перший у світі багатоцільовий газовий танкер з двопаливним двигуном, здатним використовувати зріджений природний газ (ЗПГ).
Нідерландська компанія Anthony Veder, що володіє спеціалізованим флотом газовозів та хімовозів різного призначення, з 2009 року вже мала у своєму розпорядженні багатоцільовий газовоз Coral Methane, енергетична установка якого могла використовувати зріджений природний газ. Проте при цьому судно мало окремі електрогенеруючі системи на ЗПГ та нафтопродуктах, тоді як на Coral Anthelia вирішили встановити саме двопаливний двигун. Останнє судно було споруджене у 2013 році китайською компанією Avic Dingheng Shipbuilding на верфі в Янчжоу та первісно обладнане двигуном Caterpillar типу MaK 6M43C, розрахованим лише на традиційні нафтопродукти. Враховуючи, що на момент прийняття рішення про модернізацію судна він відпрацював лише 1,5 року, вирішальною стала технічна можливість конверсії двигуна. Таку операцію на початку 2015 року здійснили прямо на борту, перетворивши його на двопаливний типу 6M46. Робота на ЗПГ дозволяє значно скоротити викиди шкідливих речовин (сполук сірки, оксидів азоту, діоксиду вуглецю).
Судно має 2 вантажні танки загальним об'ємом 6500 м3 та може перевозити різноманітні вантажі, включаючи ЗПГ, зріджені етан/етилен (ЗЕГ), ЗНГ, а також хімічні вантажі. Воно забезпечує охолодження до -163°C та  транспортування під тиском у 5 барів.
Можливо також відзначити, що вже за кілька місяців з'явився перший одразу спроєктований під багатопаливність газовоз INEOS Insight.